# Tresjuncos
Tresjuncos ist eine Gemeinde (Municipio) und ein Dorf mit 262 Einwohnern (Stand: 2024) in der Provinz Cuenca in der Autonomen Region Kastilien-La Mancha. 

## Lage
Tresjuncos liegt etwa 80 Kilometer südwestlich von Cuenca in einer Höhe von ca. 800 m. 

## Bevölkerungsentwicklung
| 1970 | 1981 | 1991 | 2001 | 2011 | 2021 |
| ---- | ---- | ---- | ---- | ---- | ---- |
| 969  | 722  | 600  | 488  | 373  | 268  |

## Sehenswürdigkeiten

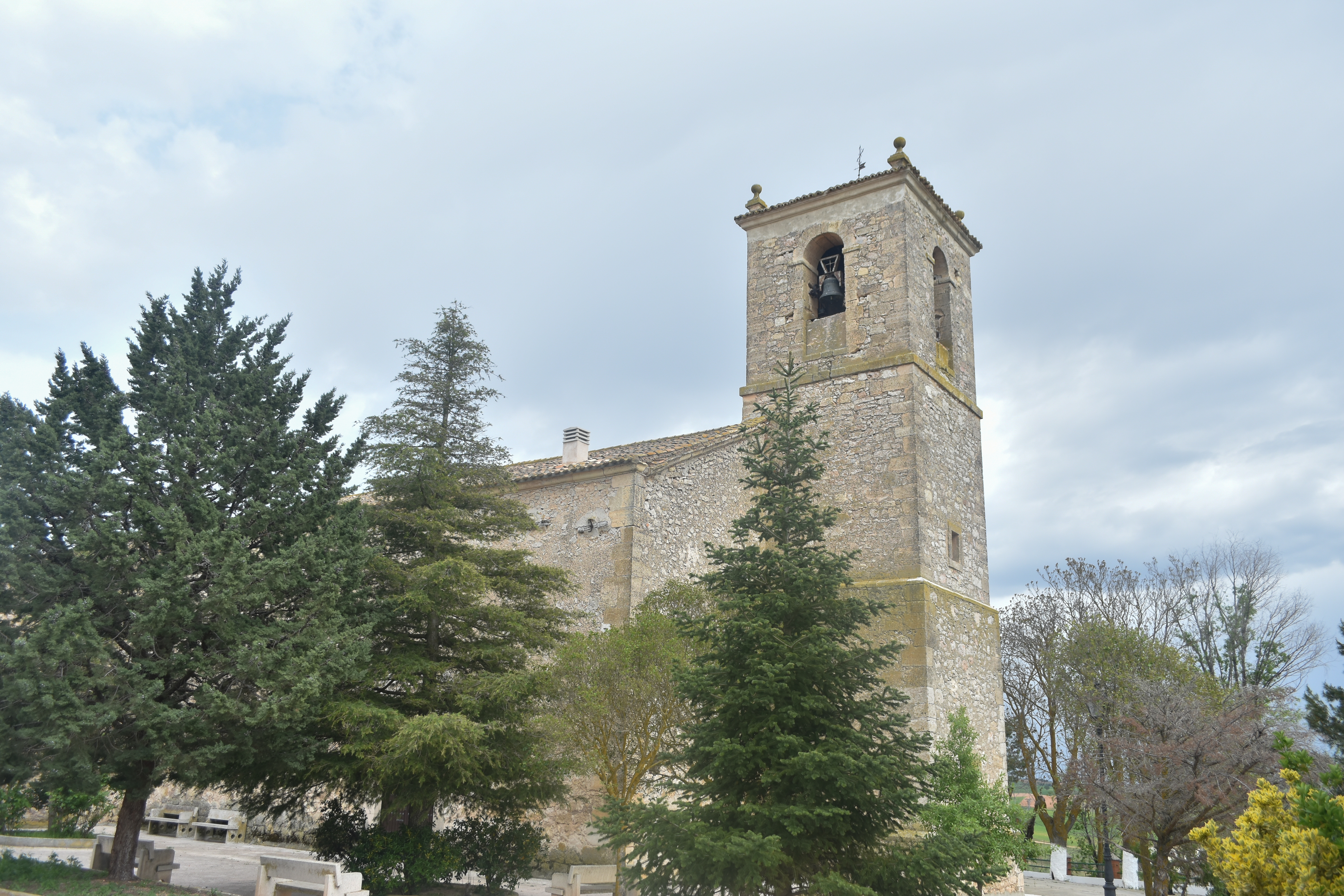
Dominikuskirche
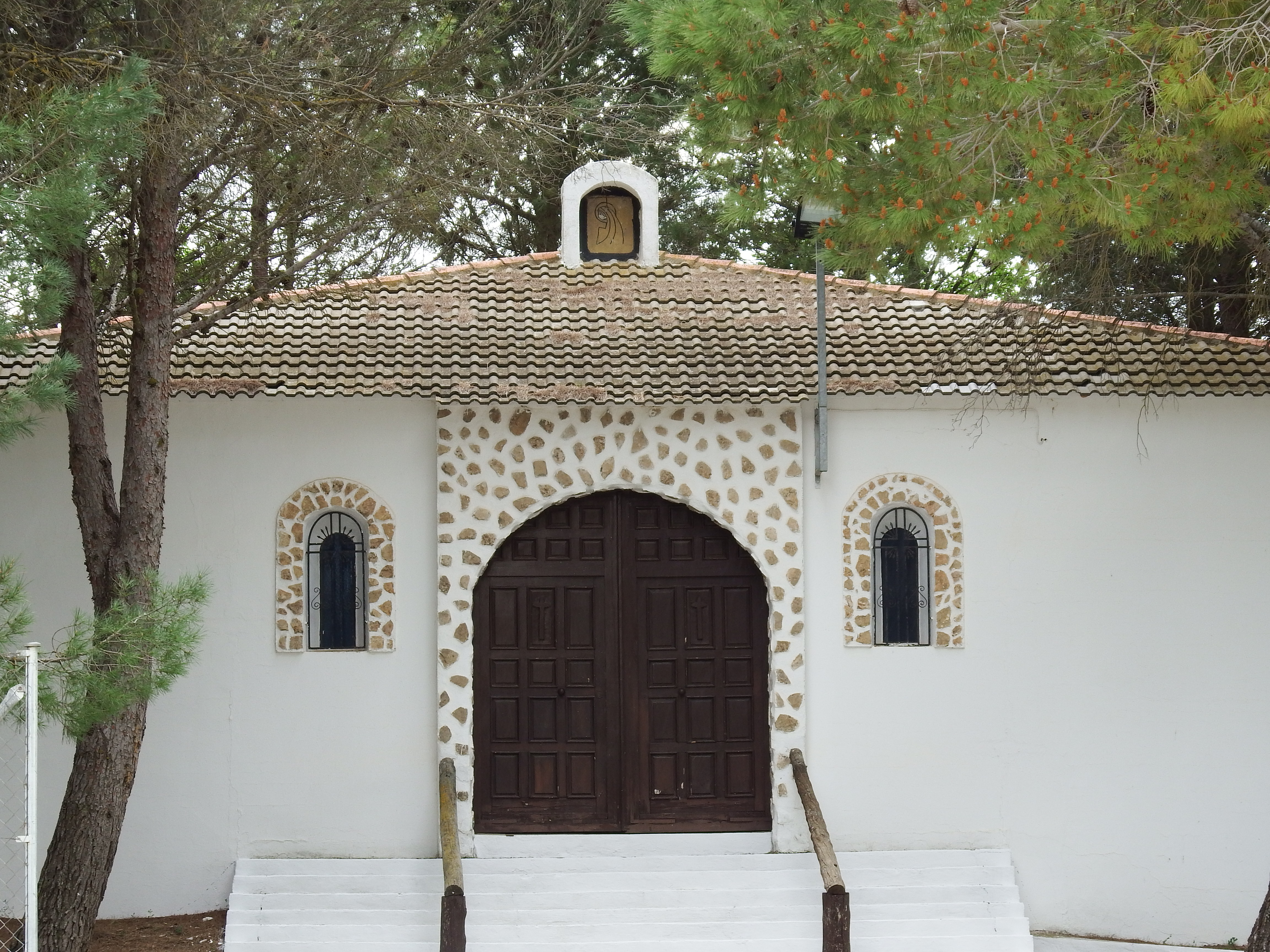
Marienkapelle
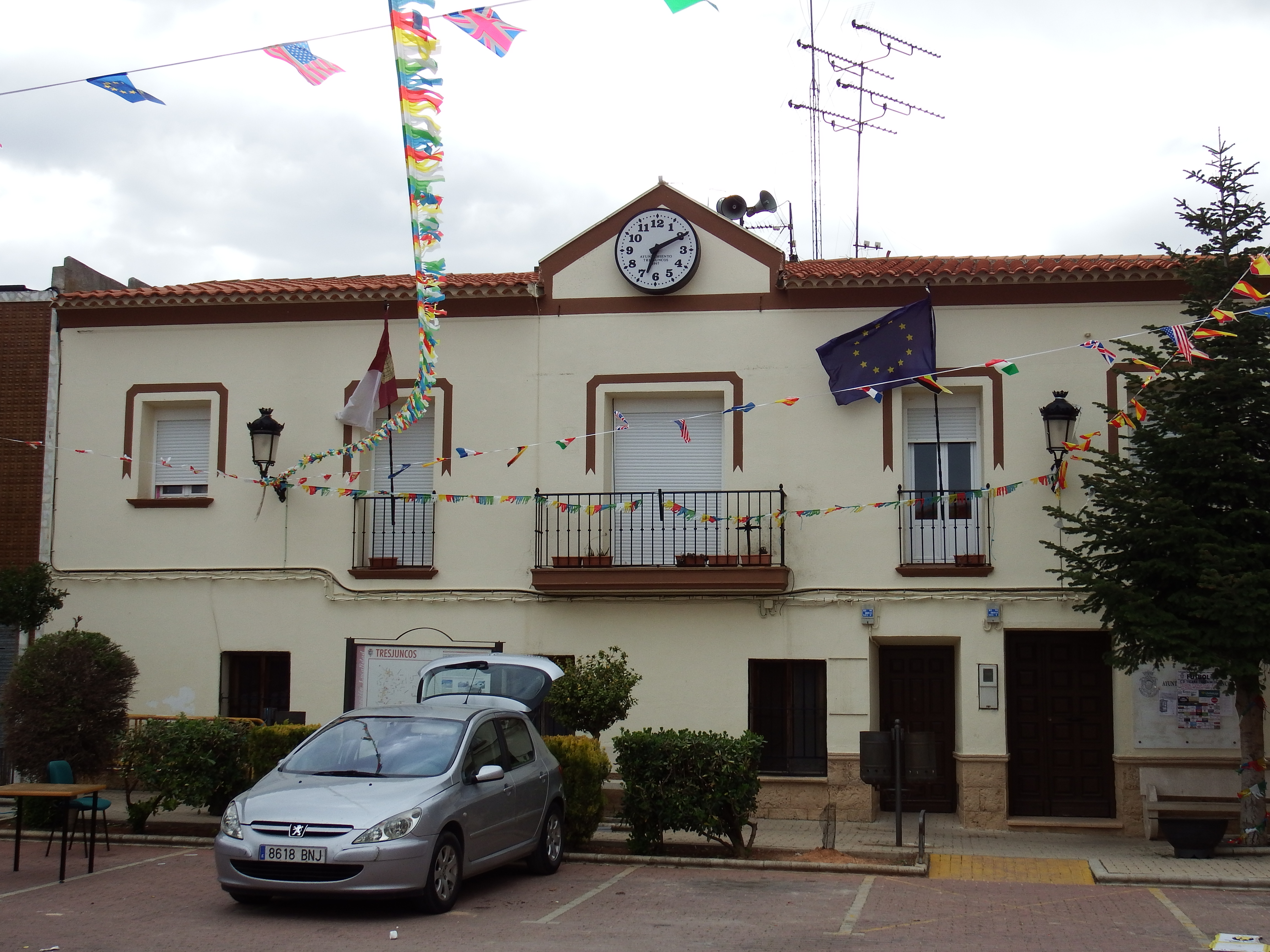
Rathaus

- Dominikuskirche
- Marienkapelle
- Rathaus